# Віялохвістка сірочерева
Віялохвістка сірочерева (Rhipidura albolimbata) — вид горобцеподібних птахів родини віялохвісткових (Rhipiduridae).

## Поширення
Ендемік Нової Гвінеї. Місцем проживання є майже всі гірські ліси на висоті 1370-3600 над рівнем моря.

## Опис
Дрібний птах, завдовжки 14-15 см, вагою 9-11 г. Обидві статі мають, переважно, чорну верхню частину тіла, боки обличчя сіріші, а від чола до верхівки голови проходить біла лінія. На крилах є біле дзеркало, а оперення хвоста має білі кінчики. Нижня сторона тіла — світло-сірого кольору.

## Спосіб життя
Птах живе поодиноко або парами. Живиться комахами, яких частіше ловить під час польоту, але також шукає серед листя. Гніздо споруджує на невеликій висоті серед ліан.

## Підвиди
- R. a. albolimbata Salvadori, 1874 — гори на північному заході, півночі та сході Нової Гвінеї.
- R. a. lorentzi van Oort, 1909 — Снігові гори та Центральне нагір'я Нової Гвінеї.